# Anna Koczetowa
Anna Aleksandrowa Koczetowa (ros. Анна Александровна Кочетова; ur. 4 maja 1987 roku w Wołgogradzie) – rosyjska piłkarka ręczna, reprezentantka Rosji, grająca na pozycji prawej rozgrywającej. Obecnie występuje w drużynie Astrachanoczka.

## Sukcesy reprezentacyjne
- Mistrzostwa Europy:
  -  2018

## Sukcesy klubowe
- Puchar EHF:
  -  2007-2008 (Dinamo Wołgograd)
- Mistrzostwa Rosji:
  -  2008-2009, 2009-2010, 2010-2011, 2011-2012, 2012-2013, 2013-2014 (Dinamo Wołgograd)
  -  2002-2003, 2003-2004, 2004-2005, 2005-2006 (Dinamo Wołgograd)
  -  2006-2007, 2007-2008 (Dinamo Wołgograd), 2017-2018 (Astrachanoczka)